# 1V18
Le 1V18 Erable-1 est un véhicule de commandement et d'état-major soviétique destiné aux commandants de batterie (système 1V17 (ru)) des forces armées de la fédération de Russie, conçu pour déterminer les coordonnées de son emplacement et l'angle directionnel de l'axe longitudinal du véhicule, et contrôler le tir des unités d'artillerie.